# اضطرابات الأرز عام 1918

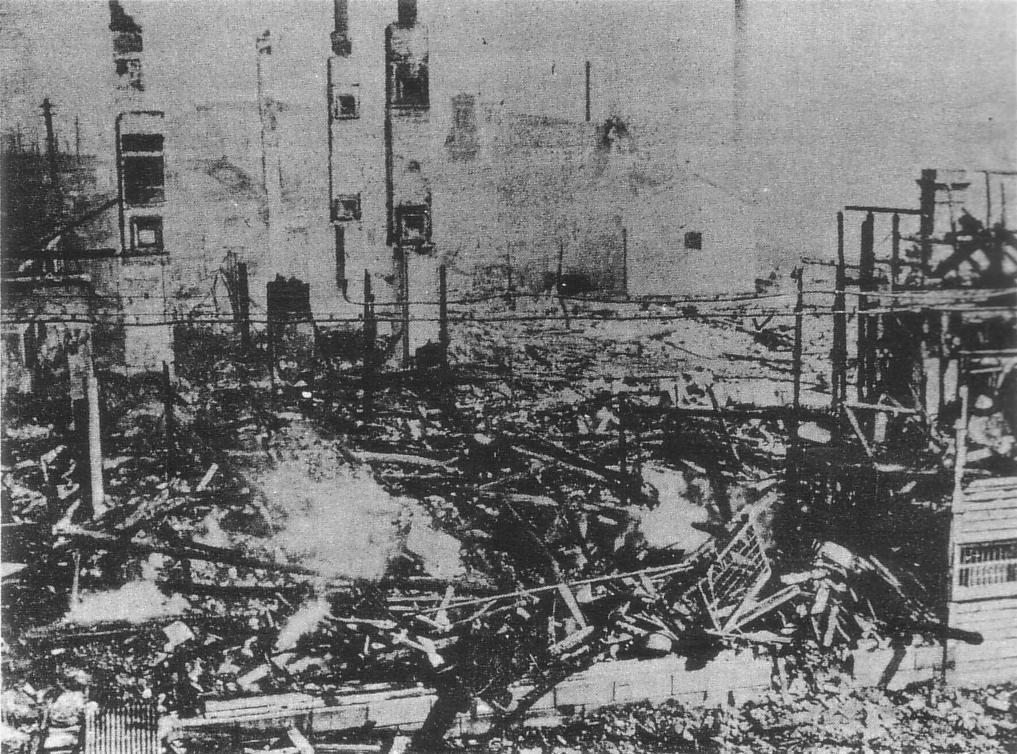
سوزوكي شوتين في كوبي، وقد تعرضت للاحتراق أثناء انتفاضة الأرز في الحادي عشر من أغسطس، عام 1918

كانت Rice Riots of 1918 (米騒動 kome sōdō) عبارة عن سلسلة من الاضطرابات الشعبية التي نشبت في مختلف أرجاء اليابان بين شهري يوليو وحتى سبتمبر عام 1918، والتي أدت إلى سقوط إدارة ماساتاكه تيراأوتشي.

## الأسباب
أدى الارتفاع الشديد في سعر الأرز[ ؟ ] إلى حدوث صعوبات اقتصادية شديدة، خصوصًا في المناطق الريفية حيث كان الأرز هو المقوم الرئيسي للحياة. وقد شعر المزارعون، بعد مقارنة الأسعار القليلة التي كانوا يحصلون عليها بسبب اللوائح الحكومية مع أسعار الأرز المرتفعة في الأسواق، بعداء شديد تجاه تجار الأرز والمسئولين الحكوميين الذين ساعدوا على جعل السعر المتاح للمستهلك يخرج من نطاق السيطرة. وقد كان ارتفاع أسعار الأرز بمثابة ذروة لدوامة التضخم بعد الحرب (الحرب العالمية الأولى) التي أثرت كذلك على أغلب السلع الاستهلاكية والإيجارات، وبالتالي، شعر سكان المناطق الحضرية كذلك بقدر كبير من الظلم لهذا السبب. كما أدى التدخل في سيبيريا كذلك إلى زيادة اشتعال الموقف، حيث قامت الحكومة بشراء مخزون الأرز المتاح من أجل دعم القوات الموجودة في جبهات خارجية، مما أدى إلى زيادة ارتفاع الأسعار. وقد فشلت الحكومة في حل المعضلة الاقتصادية، وانتشرت الاحتجاجات من المناطق الريفية إلى البلدات والمدن.

## أعمال الشغب
كانت انتفاضة الأرز غير مسبوقة في التاريخ الياباني المعاصر من ناحية النطاق والحجم والعنف. وقد حدثت الاحتجاجات الأولى في بلدة أوزو بمحافظة توياما في الثالث والعشرين من يوليو عام 1918. وهذه الاضطرابات، والتي بدأت بمجرد التماسات سلمية، تصاعدت لتصبح أعمال شغب وإضرابات وأعمال سلب ونهب وتفجير وإحراق مراكز الشرطة والمكاتب الحكومية، بالإضافة إلى نزاعات مسلحة. وفي عام 1918، كان هناك 417 نزاعًا منفصلاً تضم ما يزيد على 66000 عامل. وقد تم اعتقال حوالي 25000 شخص، منهم 8200 شخص تمت إدانتهم بجرائم متنوعة، وكانت العقوبات تتراوح بين غرامات ضئيلة وحتى عقوبة الإعدام.
وقد تقدم تيراأوتشي رئيس الوزراء ووزارته بالاستقالة في التاسع والعشرين من سبتمبر، عام 1918، متحملين المسئولية عن انهيار النظام العام في البلاد.
يقول البعض إن هناك علاقة بين هذه الانتفاضة والإمبريالية اليابانية. ويقول العلماء إنه من أجل التخفيف من حدة الطلب على الأرز، والذي تجاوز القدرات الإنتاجية لليابان في تلك الفترة، تم تكثيف زراعة الأرز في المستعمرات في تايوان وكوريا.

## كتابات أخرى
- Beasley، W.G. (1991). Japanese Imperialism 1894–1945. Oxford University Press. ISBN:0-19-822168-1.